# Félix del Solar Valdés
Félix del Solar Valdés; (Santiago, 1832 - 1910). Abogado y político conservador chileno. Hijo de Félix del Solar Varas y María del Rosario Valdés Lecaros. Contrajo matrimonio con Adela Amor Vargas.
Realizó sus estudios en el Instituto Nacional y en la Universidad de Chile, donde se graduó como abogado (1858). Se dedicó al ejercicio de su profesión y a la política.
Miembro del Partido Conservador. Fue elegido Diputado por Santiago (1891-1894), formando parte de la comisión permanente de Negocios Eclesiásticos. 